# Eurychoria vulpina
Eurychoria vulpina är en fjärilsart som beskrevs av W. Warren 1902. Eurychoria vulpina ingår i släktet Eurychoria och familjen mätare. Inga underarter finns listade i Catalogue of Life.